# Henry Sosa
Henry Esther Sosa (nacido el 28 de julio de 1985 en El Seibo) es un lanzador dominicano de Grandes Ligas que juega para los Astros de Houston. 
Sosa comenzó su carrera profesional en 2006 con los Arizona League Giants. Con ellos, tuvo récord de 2-1 con una efectividad de 3.90 en nueve partidos (seis como abridor). También ponchó a 41 bateadores en 32 entradas y un tercio. En 2007, jugó para San Jose Giants y Augusta GreenJackets.  Tuvo récord de 6-0 con una efectividad de 0.73 en 13 partidos (10 como abridor) con GreenJackets y 5-5 con una efectividad de 4.38 en 14 aperturas con Giants. Tuvo un récord combinado de 11-5 con una efectividad de 2.58 en 27 partidos (24 como abridor). En 125 entradas y dos tercios, ponchó a 139 bateadores. Para San Jose Giants y Augusta GreenJackets en 2008, tuvo récord combinado de 3-4 con  una efectividad de 4.21 en 57 entradas y dos tercios. Jugó sólo dos partidos con Augusta.

El 19 de julio de 2011 Sosa fue canjeado a los Astros de Houston junto con Jason Stoffel por el infielder Jeff Keppinger.